# Ролинг Стоун
„Ролинг Стоун“ (на английски: Rolling Stone) e американско списание със статии на различни теми, като музика, кино, политика, икономика и други, издавано 2 пъти в месеца.
Първият му брой е издаден през 1967 г. в Сан Франциско от музикалния критик Ралф Глийсън и Джан Уенър, който и до днес е негов главен редактор.
Списанието е прочуто с различни класации като: 100-те най-велики изпълнители на всички времена, 100-те най-велики гласове на всички времена, 100-те най-велики албуми на всички времена, 100-те най-велики китаристи на всички времена, 100-те най-велики китарни сола на всички времена и други.